# Donna Powers
Pour les articles homonymes, voir Powers.
Donna Powers est une scénariste et productrice américaine née à Birmingham (Alabama).

## Filmographie

### Comme scénariste
- 2003 : Out of Order (feuilleton TV)
- 1987 : Strange Voices (TV)
- 1995 : The Taming Power of the Small
- 1999 : Peur bleue (Deep Blue Sea)
- 2001 : Mortelle Saint-Valentin (Valentine)
- 2001 : Skeletons in the Closet
- 2003 : Braquage à l'italienne (The Italian Job)
- 2003 : Out of Order (feuilleton TV)

### Comme productrice
- 1995 : The Taming Power of the Small
- 2001 : Skeletons in the Closet